# 大卫·格里格斯
斯坦利·大卫·格里格斯（Stanley David Griggs，1939年3月7日—1989年6月17日），前美國海軍少將及美国国家航空航天局宇航员，执行过STS-51-D任务。